# Paulo Costa (scheidsrechter)
Paulo Manuel Gomes Costa (Porto, 2 december 1964) is een Portugees voetbalscheidsrechter. Hij was in dienst van FIFA en UEFA tussen 1999 en 2008. Ook leidde hij tot zijn pensioen in 2009 wedstrijden in de Primeira Liga.
Zijn eerste interland floot Costa op 6 oktober 2001, toen Frankrijk met 4–1 won van Algerije. Tijdens dit duel hield de Portugese leidsman zijn kaarten op zak.

## Interlands
| Datum            | Plaats                        | Wedstrijd               | Uitslag | Competitie           | Kreeg geel | Kreeg voor de tweede keer geel en dus rood | Weggestuurd |
| ---------------- | ----------------------------- | ----------------------- | ------- | -------------------- | ---------- | ------------------------------------------ | ----------- |
| 6 oktober 2001   | Parijs, Frankrijk             | Frankrijk – Algerije    | 4 – 1   | Vriendschappelijk    | 0          | 0                                          | 0           |
| 12 februari 2003 | Iraklion, Griekenland         | Griekenland – Noorwegen | 1 – 0   | Vriendschappelijk    | 3          | 0                                          | 0           |
| 2 april 2003     | Ljubljana, Slovenië           | Slovenië – Cyprus       | 4 – 1   | EK 2004 kwalificatie | 2          | 0                                          | 0           |
| 30 maart 2005    | Newcastle upon Tyne, Engeland | Engeland – Azerbeidzjan | 2 – 0   | WK 2006 kwalificatie | 3          | 0                                          | 0           |
| 17 augustus 2005 | Dublin, Ierland               | Ierland – Italië        | 1 – 2   | Vriendschappelijk    | 2          | 0                                          | 0           |
| 16 november 2005 | Hesperange, Luxemburg         | Luxemburg – Canada      | 0 – 1   | Vriendschappelijk    | 0          | 0                                          | 0           |
| 27 mei 2008      | Saitama, Japan                | Japan – Paraguay        | 0 – 0   | Vriendschappelijk    | 4          | 0                                          | 0           |